# Florinas
Florinas là một đô thị ở tỉnh Sassari trong vùng Sardinia, có khoảng cách khoảng 160 km về phía bắc của Cagliari và cách khoảng 14 km về phía đông nam của Sassari. Tại thời điểm ngày 31 tháng 12 năm 2004, đô thị này có dân số 1.555 người và diện tích là 36,1 km².
Florinas giáp các đô thị: Banari, Cargeghe, Codrongianos, Ittiri, Ossi, Siligo.